# Бета2 Стрільця
Бета² Стрільця (β² Sagittarii, скорочено Beta² Sgr, β² Sgr) — зірка в зодіакальному сузір'ї Стрільця. Його видно неозброєним оком, його видима зорова величина становить +4,29. На основі річного зміщення паралакса 24,31 мас, як видно із Землі,  він розташований 134 світлових років від Сонця.
Виходячи з варіацій у її власному русі, це ймовірна астрометрична подвійна система.  Таким чином, його два компоненти будуть позначатися Beta² Sagittarii A (офіційна назва Arkab Posterior [ˈɑrkæb pɒˈstɪəriər], традиційна назва системи) і B.

## Номенклатура
β² Стрільця (лат. Beta² Sagittarii) — це позначення системи Байєра. Позначення двох компонентів як Бета² Стрільця A і B походять від конвенції, яка використовується Вашингтонським каталогом кратності (WMC) для множинних зоряних систем і прийнята Міжнародним астрономічним союзом (IAU).
У 2016 році Міжнародний астрономічний союз організував Робочу групу з назв зірок (WGSN). Для таких імен, що стосуються членів множинних зоряних систем, і де літера компонента (від, наприклад, Вашингтонського каталогу парних зір) прямо не вказано, WGSN каже, що назву слід розуміти як приписувану найяскравішому компоненту за візуальною яскравістю.